# Йерне, Густав Адольф
Густав Адольф Йерне (швед. Gustaf Adolf Hjärne; 5 ноября 1715, Стокгольм — 19 апреля 1805, Экенсберге Сёдерманланд, Швеция) — шведский граф, политик, художник, член Риксрода, ректор Лундского университета (1768–1772).

## Биография
Сын Урбана Йерне, племянник Томаса Йерне. В 1731 году вступил добровольцем в армию.
В 1739 году женился на Марии Эренсверд, сестре фельдмаршала Августина Эренсверда, служившей обер-гофмейстериной (швед. överhovmästarinna) при королеве Швеции Софии Магдалене Датской (с 1766 по 1777).
Благодаря удачной партии сделал быструю карьеру в армии, в 1758 году дослужился до полковника Уусимааского пехотного полка.  
Член Партии «шляп», был членом секретного комитета при риксдагах 1751–1752 , 1755–1756 и 1760–1762 годов. В 1761 году стал статским советником. В 1762 году произведен в бароны.
В 1768 году был назначен ректором Лундского университета. В 1770 году стал графом. 
Проявил талант к поэзии и изобразительному искусству. В 1737 году начал записывать историю своей жизни, которую сам иллюстрировал рисунками и орнаментами, книга сейчас хранится в Национальном архиве в Стокгольме.